# Mahiljou

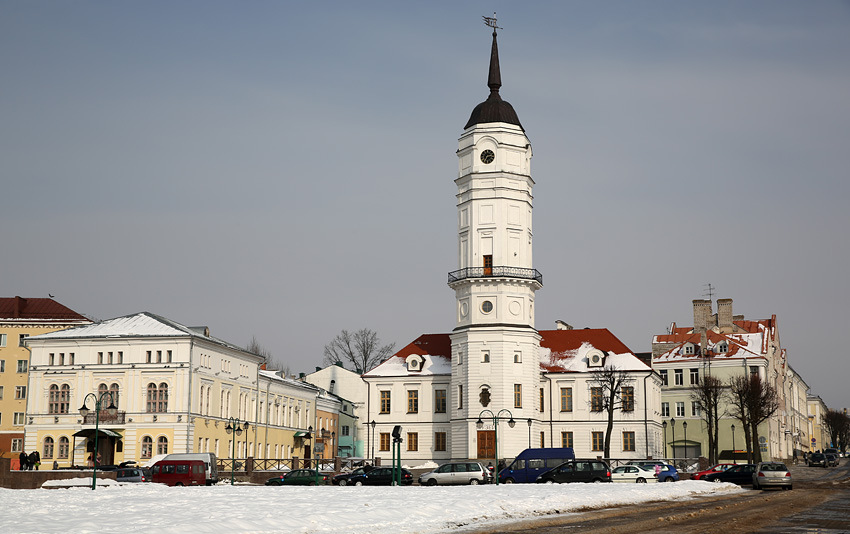
Rathaus von Mahiljou

Mahiljou bzw. Mogiljow (belarussisch Магілёў ‚Mahiljou‘; russisch Могилёв Mogiljow; ältere deutsche Transkription Mogilew) ist mit 381.353 Einwohnern (Stand 2018) die drittgrößte Stadt in Belarus. Sie liegt im Osten des Landes am Dnepr. Die Großstadt ist Sitz der Verwaltung der Mahiljouskaja Woblasz, Industriestadt (Maschinenbau, Chemiefaser-, Leicht-, Nahrungsmittelindustrie), Eisenbahnknoten, Hafenstadt und kultureller Mittelpunkt des Gebietes mit Hochschulen, Theatern und Baudenkmälern.

## Geschichte
Die Entstehung der 1267 zum ersten Mal schriftlich erwähnten Stadt war mit dem Bau einer Festung verbunden und sollte die Bevölkerung vor Überfällen mongolischer Reiterheere schützen, die bereits 1238 die Fürstentümer der Kiewer Rus angriffen und 1240 die Hauptstadt Kiew zerstörten. Im 14. Jahrhundert gehörte Mahiljou, das eine weitgehende Autonomie errungen hatte und als ein bedeutendes Handelszentrum in der Region galt, zum Großfürstentum Litauen.

### Neuzeit
Nach der am 12. August 1569 im Vertrag von Lublin beschlossenen Vereinigung des Königreichs Polen und des Großfürstentums Litauen wurde Mahiljou Teil des neu gegründeten Staates Polen-Litauen und  erhielt am 28. Januar 1577 das Stadtrecht. Im Verlauf der Kampfhandlungen zwischen russischen und polnisch-litauischen Truppen im Livländischen Krieg um die Kontrolle im Baltikum wurde die überwiegend aus Holzbauten erbaute Stadt im Jahre 1580 eingenommen und niedergebrannt. Zu Beginn des russisch-polnischen Krieges von 1654 bis 1667 besetzten russische Truppen zeitweise die polnische Festung Mogilew.
Während des Großen Nordischen Krieges der vom Schwedischen Reich gegen Russland und Polen-Litauen geführt wurde, wurden die unter dem Kommando des schwedischen Generals Lewenhaupt stehenden Einheiten am 28. Septemberjul. / 9. Oktober 1708greg. mit der für die schwedische Hauptarmee bestimmten Nachschubkolonne angegriffen und erlitten unter widrigen Witterungsbedingungen und erschöpft von der Flussüberquerung eine vernichtende Niederlage. Die nach dem heutigen Stadtteil bezeichnete Schlacht bei Lesnaja bildete die Grundlage für den späteren russischen Sieg in der Schlacht bei Poltawa über das nun geschwächte und demoralisierte schwedische Hauptheer unter König Karl XII. (1682–1718). Während der Kämpfe wurde die Stadt eingenommen und nahezu vollständig niedergebrannt.
Die Stadt entwickelte sich bereits im 18. Jahrhundert, wie viele Städte im heutigen Belarus, zu einem bedeutenden jüdischen Gemeindezentrum. 1772 fiel Mahiljou durch die Erste Teilung Polens an Russland. Es war unter russischer Herrschaft Hauptstadt des gleichnamigen Gouvernements. In Mahiljou wurde am 15. April 1783 eine Erzdiözese der römisch-katholischen Kirche errichtet. Diese wurde 1991 mit dem Bistum Minsk zum Erzbistum Minsk-Mahiljou vereinigt.

### 19. Jahrhundert
Während des Russlandfeldzuges Napoleons  wurde die Stadt 1812 von  Truppen der Grande Armée eingenommen. Nach der Niederlage der Franzosen erholte sich die Region rasch von den Folgen der Besetzung und Fremdherrschaft. Beim Vormarsch wie auch beim Rückzug der Franzosen waren die nördlichen Nachbarstädte Smolensk und Orscha Hauptetappenorte an der Heerstraße.
1824 weilte der russische Nationaldichter Alexander Sergejewitsch Puschkin auf der Durchreise in der Stadt.
Im späten 19. Jahrhundert begann die Bevölkerungszahl erneut zu wachsen, um 1900 betrug der jüdische Bevölkerungsanteil bereits 50 %.

### Erster Weltkrieg und Zwischenkriegszeit
Ab 1915 war die Stadt Hauptquartier des Kommandos des Obersten Befehlshabers der Armee Nikolaus II., dessen Oberkommandierender Duchonin hier von Rotgardisten nach der Oktoberrevolution ermordet wurde. Im Russischen Bürgerkrieg wechselte die Stadt im Jahre 1918 mehrmals den Besitzer.
Nach dem Bürgerkrieg wurde die Stadt Bestandteil der BSSR innerhalb der Sowjetunion.
In der Sowjetzeit erhielt der Ausbau der Stadt zu einem Industriezentrum neue Impulse. Die Stadt hatte um 1940 bereits 100.000 Einwohner. Eine aus dem 17. Jahrhundert stammende hölzerne Synagoge war zunächst als bedeutendes Kulturbauwerk unter Schutz gestellt worden, wurde aber 1938 auf behördliche Anweisung abgerissen.

### Zweiter Weltkrieg und Holocaust

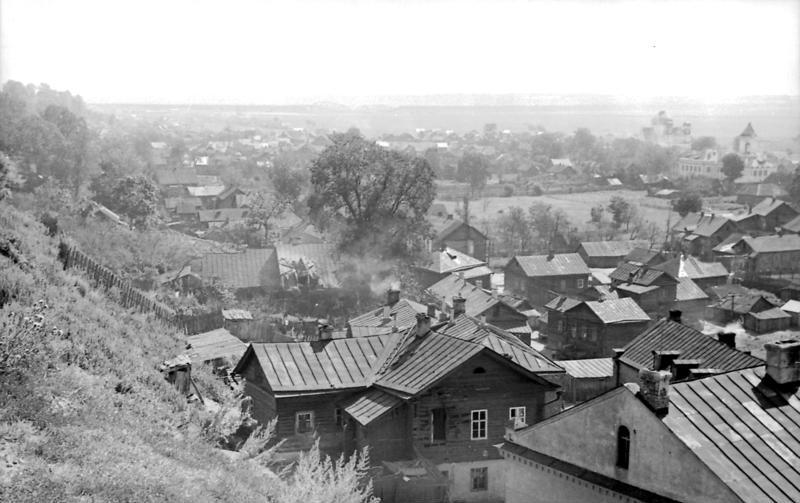
Mogiljow 1941

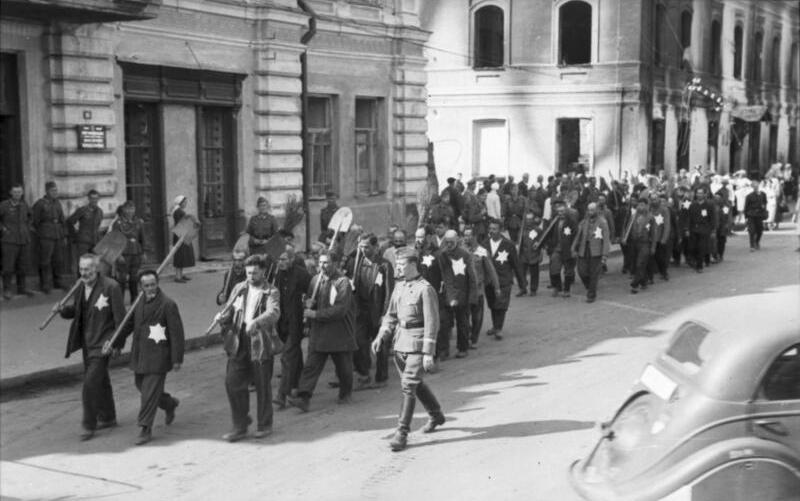
Die Wehrmacht bewacht Menschen mit Judensternen beim Einsatz zur Zwangsarbeit, Aufnahme der Propagandakompanie vom Juli 1941

Am 26. Juli 1941 eroberte die deutsche Wehrmacht die Stadt. Mit vorangegangenen zehntägigen Gefechten und erheblichen Kampfhandlungen innerhalb des bebauten Gebiets handelte es sich bei der Schlacht um Mogilew um einen der ersten größeren Stadtkämpfe während des Deutsch-Sowjetischen Krieges. Die Stadt wurde von den Besatzern Mogilew genannt. Diese Bezeichnung hat sich (teils in der ebenfalls älteren englischen Schreibweise Mogilev, auch Mohilev) bis heute in der deutschsprachigen historischen Fachliteratur gehalten.
Der Höhere SS- und Polizeiführer (HSSPF) Erich von dem Bach-Zelewski nahm dort seinen Dienstsitz. Unter seiner Verantwortung wurden 1941 jüdische Frauen, Männer und Kinder massenweise erschossen: Am 2. Oktober 1941 trieben Angehörige des III. Bataillons des Polizei-Regiments Mitte (Polizei-Bataillon 322), SS-Männer und ukrainische Hilfspolizisten Juden im Ghetto von Mahiljou zusammen. Am nächsten Tag wurden sie auf LKWs der Kraftfahrzeugstaffel des Polizeibataillons zu einem Panzergraben vor der Stadt gefahren und dort von Polizisten der 7. und 9. Kompanie erschossen. Während die deutschen Polizisten die Männer und Frauen ermordeten, wurden die ebenfalls herangebrachten Kinder von ukrainischen Hilfswilligen getötet. Insgesamt fielen diesem Massaker 2208 Menschen zum Opfer. Am 19. Oktober 1941 erschossen das Einsatzkommando 8 und das Polizei-Bataillon 316 insgesamt 3726 Juden; am 23. Oktober 1941 wurden 279 Juden auf die gleiche Weise ermordet. An diesem Tage kam Heinrich Himmler nach Mahiljou. Er ordnete an, nach anderen Vernichtungsmethoden zu suchen.
Im September 1941 wurden geistig behinderte Anstaltsinsassen in Mahiljou von der Ordnungspolizei versuchsweise mit Autoabgasen vergiftet. Die hier erprobte Tötungsmethode durch Motorabgase wurde später ausgeweitet und in mehreren Vernichtungslagern eingesetzt. Himmler gab zunächst den Auftrag, Gaswagen bauen zu lassen, von denen ein Exemplar – allerdings mit anderer Technik – bereits 1940 vom Sonderkommando Lange im Wartheland eingesetzt wurde. Im November 1941 erhielt außerdem die Erfurter Firma J. A. Topf und Söhne den Auftrag, für ein geplantes riesiges Krematorium in Mahiljou 32 Öfen zu liefern. Vermutlich war zu diesem Zeitpunkt daran gedacht, bei Mahiljou ein großes Lager zu bauen, dessen Funktion später vom KZ Auschwitz-Birkenau und weiteren Vernichtungslagern in Polen übernommen wurde. Der Auftrag für Mahiljou wurde storniert, einige der Öfen wurden später nach Auschwitz geliefert. Im nicht weit von Minsk entfernten Vernichtungslager Maly Trostinez wurden ab 1942 mindestens 40.000 Juden erschossen oder in Gaswagen ermordet.
Am 28. Juni 1944 wurde Mahiljou bei der Operation Bagration von der Roten Armee zurückerobert. Im Verlauf des Deutsch-Sowjetischen Krieges erlitt Mahiljou bei Kämpfen zwischen deutschen und sowjetischen Truppen schwere Zerstörungen. Nach Beendigung des Zweiten Weltkriegs wurde die Stadt wieder aufgebaut und zu einem Industriezentrum und Verkehrsknoten entwickelt. In Mahiljou bestand das Kriegsgefangenenlager 311, Mogilew, für deutsche Kriegsgefangene des Zweiten Weltkriegs. Schwer Erkrankte wurden im Kriegsgefangenenhospital 3161, Cholmy, versorgt.

### Nuklearkatastrophe von Tschernobyl

Caesium-137-Kontamination im Jahr 1996 in Belarus, Russland und der Ukraine in Kilobecquerel pro Quadratmeter

Das Gebiet südöstlich von Mahiljou wurde infolge der Nuklearkatastrophe von Tschernobyl im April 1986 radioaktiv kontaminiert.

### Unabhängigkeit
1991 wurde die BSSR durch den Zusammenbruch der Sowjetunion unabhängig und Mahiljou Teil des neuen Staates Belarus.
In Mahiljou studierte an der dortigen landwirtschaftlichen Hochschule auch der belarussische Präsident Aljaksandr Lukaschenka.

### Wappen
| Wappen der Stadt Mahiljou | Blasonierung: „In Blau drei silberne gemauerte runde Zinnentürme mit Spitzdächern auf grünem Schildfuß stehend und im mittleren mit zwei weitgeöffneten Torflügeln. Im Torbogen steht ein silberner gerüsteter schwertschwingender Ritter. Im roten Wappenbild über dem Tor ein Pahonja.“ |
| Wappen der Stadt Mahiljou | |

## Wirtschaft und Infrastruktur
Im Jahr 1995 bestanden in der Stadt Mahiljou über 3000 Firmen und Privatunternehmen, darunter 1615 Handwerks- und Kleinbetriebe, 232 Genossenschaftsbetriebe, 136 Aktiengesellschaften und 1048 Betriebe (als GmbH). Auch 150 Staatsbetriebe hatten in der Stadt Betriebsteile oder Büros.
In der Stadt sind alle führenden börsennotierten Aktien- und Sparkassenbanken des Landes mit insgesamt 27 Filialen vertreten.
Die Im- und Exportfirmen der Stadt lieferten für etwa Mill. US$. Waren und Dienstleistungen in die Staaten der GUS, davon 87 % nach Russland, 8,7 % in die Ukraine.
In das Europäische Ausland wurden für 208 Mill. US$ Waren exportiert. 40 % dieser Waren gingen in die Bundesrepublik Deutschland, 17 % in die Türkei und 12 % in die Schweiz.

### Industrie
Mahiljou ist das Zentrum der chemischen Industrie der Republik Belarus; Maschinen- und Anlagenbau, Nahrungsgüterindustrie, Textil- und Bekleidungsindustrie sowie Leichtindustrie sind in der Wirtschaftsregion Mahiljou stark ausgeprägt. In der Stadt sind 67 größere Industriebetriebe des Landes mit Fertigungsstätten und Verwaltungssitzen beheimatet. Der Warenumsatz im Export betrug 1995 726,2 Mill. US$.
- Der wichtigste Auslandsexporteur für chemische Synthesefasern und Kunstseide ist das Werk „Chimwolokno“, es deckt 70 % des Exportanteiles der Stadt ab und exportiert Waren in 80 Länder der Erde.
- Das Mogilewski Awtomobilny Sawod, auch unter dem Namen MoAZ bekannt, hat sich auf die Herstellung von Fahrzeugen der Straßenbautechnik und Baumaschinen sowie Spezialtransporter spezialisiert.
- Das Fahrzeugbauunternehmen „Mogiljovtransmach“ ist Hersteller von Sattelanhängern für LKWs in unterschiedlichsten Dimensionen und Ausführungen. Im Werk werden auch Autokrane und Frontlader für Container entwickelt und gebaut.
- Das Werk „Stromaschina“ fertigt Ausrüstungsteile und Anlagen für die Baustoffproduktion, beispielsweise Ziegeleibrennöfen, Automaten zur Formsteinherstellung aus Ton oder Zement, Anlagen zur Herstellung von Stahlbetonschwellen und ähnlichen normierten Bauteilen für Verkehrsbauwerke in die GUS-Nachfolgestaaten, auch in den EG-Wirtschaftsraum.
- Das metallurgische Werk „Metall“ produziert Gießereiprodukte und Rohre in den Nennweiten 100 bis 400 mm, normierte Rohre für Industrie- und Anlagenbau, Sanitärbedarf, Profilstahlprodukte und Gusseisenprodukte nach Kundenvorgaben.
- Der Anlagenbauer „Elektrodwigatel“ fertigt Elektromotoren für die Industrie, Bergbau und Anlagenbau. Eine weitere Sortimentspalette umfasst elektrische Haushaltsgeräte.
- Der Anlagenbauer „Lift“ hat sich auf die Entwicklung und Herstellung von Personenaufzügen und landwirtschaftliche Winden spezialisiert. Auch Krankenhausaufzüge und Spezialausrüstungen für Aufzüge werden gefertigt.
- Die Elektronikfirma „Zenit“ ist ein Hersteller von Rundfunkempfängern und Hochfrequenztechnik (Sender und Empfangsstationen)
- Die Firma „Mogotex“ ist ein universeller Hersteller von Alltagskleidung, Spezialbekleidung, Sport- und Freizeitmode sowie Kleiderstoffe und technische Gewebe.
- In der Modefabrik „Wjasnjanka“ werden für den Export modische Damenoberbekleidung sowie Winter- und Kunstpelzmäntel hergestellt.

### Nahrungsgüterwirtschaft
Ein großer Teil der Lebensmittel für die Großstadt Mahiljou und die Region wird von Nahrungsgüterproduzenten der Stadt abgedeckt. Zu ihnen gehören das Molkereikombinat der Stadt, das Fleisch- und Wurstwarenkombinat sowie das Gelatinewerk (Hersteller von Futtermitteln, technischen Fetten usw.), Backwarenhersteller und Brauerei sowie Hersteller von Nahrungs- und Genussmitteln. Mit dem Lebensmittelsektor sind Verpackungsmittelwerke (BELPACK), Konservenhersteller, Brauerei und Logistikunternehmen der Stadt verflochten.

### Infrastruktur
Zur Infrastruktur der Stadt gehören
- zwei Heizkraftwerke auf Erdgasbasis (in Summe 360 MWh) zur Erzeugung von Strom und Fernwärme,
- mehrere kleinere Heizkraftwerke auf Erdölbasis
- das in der Sowjetzeit entstandene Transportnetz mit Autobahnen, Fernstraßen und Eisenbahnmagistralen wird durch das innerstädtische Transportnetz (Bus-Linien) ergänzt.
- 32 Post- und Fernmeldeämter
- ein staatlicher Fernsehsender mit 5 Programmen sowie ein staatlicher Radiosender: beim Ortsteil Polykowichi befindet sich ein 350 Meter hoher Sendemast zur Verbreitung von Fernseh- und UKW-Hörfunkprogrammen. Er gehört zu den höchsten Bauwerken in Belarus.

Außerdem existiert mit dem Flughafen Mahiljou ein internationaler Flughafen.

## Sport
Der Fußballclub Dnjapro Mahiljou spielt aktuell in der Wyschejschaja Liha, der höchsten Spielklasse in Belarus. Im Fußball war die Stadt auch vom FK Tarpeda Mahiljou vertreten. Darüber hinaus ist in der Stadt der Eishockeyverein HK Mahiljou beheimatet.

## Söhne und Töchter der Stadt

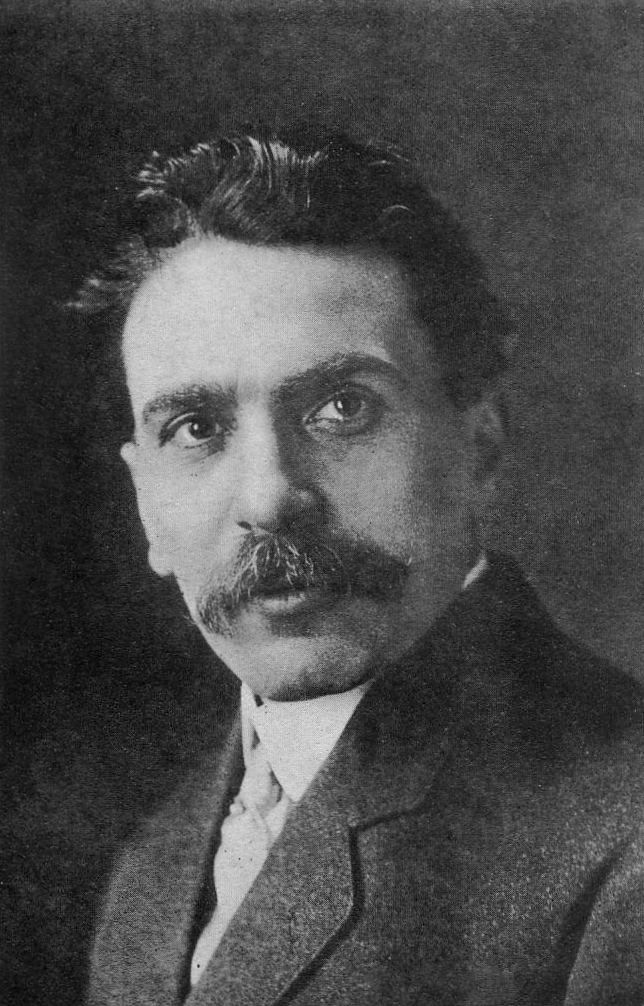
David Pinski

- Abraham Drabkin (1844–1917), russischer Rabbiner
- Eliyahu Berligne (1866–1959), russisch-israelischer Jurist, Unternehmer und Politiker
- Nachman Syrkin (1868–1924), Begründer und Führer des sozialistischen Zionismus
- Andrei Mandelstam (1869–1949), Jurist und Diplomat
- David Pinski (1872–1959), Schriftsteller
- Modest Altschuler (1873–1963), Cellist, Dirigent und Filmkomponist
- Issai Schur (1875–1941), deutscher Mathematiker
- Rosalija Salkind (1876–1947), kommunistische Politikerin (Semljatschka)
- Leonid Mandelstam (1879–1944), Physiker
- Max Eitingon (1881–1943), Arzt und Psychoanalytiker
- David Reichinstein (1882–1955), emigrierter russischer Naturwissenschaftler und Autor von naturwissenschaftlich-technischen Büchern
- Semjon Semkowski (1882–1937), sowjetischer Philosoph
- Isaak Rabinowitsch (1886–1977), Bauingenieur
- Otto Schmidt (1891–1956), Geophysiker und Arktisforscher
- Ruwim Frajerman (1891–1972), Schriftsteller
- Grigori Kogan (1901–1979), sowjetischer klassischer Pianist und Musikwissenschaftler
- Anatoli Lurie (1901–1980), Ingenieurwissenschaftler (Mechanik, Elastizitätstheorie) und angewandter Mathematiker
- Michail Wolpin (1902–1988), sowjetischer Drehbuchautor und Liedtexter
- Mark Zhitnitski (1903–1993), Künstler
- Doiwber Lewin (1904–1941), russischer Schriftsteller
- Lew Ginsburg (1907–1981), Cellist und Musikwissenschaftler
- Matest Agrest (1915–2005), russischer Mathematiker
- Povilas Tautvaišas (1916–1980), litauischer und US-amerikanischer Schachspieler
- Lew Polugajewski (1934–1995), russisch-sowjetischer Schachspieler
- Rita Atschkina (* 1938), sowjetische Skilangläuferin
- Wladimir Gubarew (1938–2022), belarussischer Dramatiker, Drehbuchautor und Journalist
- Henads Nawizki (* 1949) (russisch Gennadi Nowizki), Politiker (ehemaliger Ministerpräsident in Belarus)
- Boris Moissejew (1954–2022), Sänger
- Svetlana Zilberman (* 1958), sowjetische und israelische Badmintonspielerin
- Yevgeniya Dodina (* 1964), israelische Schauspielerin
- Aljaksandr Massjajkou (* 1971), Kanute und Olympiasieger 1992
- Swjatlana Baitawa (* 1972), Turnerin
- Aljaksej Fjodarau (* 1972), belarussischer Schachspieler
- Weranika Zepkala (* 1972), Bürgerrechtlerin
- Wiktar Lukaschenka (* 1975), Politiker
- Witali Dzerbianiou (1976–2022), Gewichtheber
- Natallja Swirydowa-Kalinowskaja (* 1977), Skilangläuferin
- Dsmitryj Lichtarowitsch (* 1978), Fußballspieler
- Hanna Marussawa (* 1978), Bogenschützin
- Dsmitryj Lukaschenka (* 1980), Unternehmer
- Jaroslaw Rybakow (* 1980), russischer Hochspringer
- Zimafej Kalatschou (* 1981), Fußballspieler
- Wiktoryia Lapazina (* 1981), Skilangläuferin
- Andrej Rybakou (* 1982), Gewichtheber
- Aljona Lanskaja (* 1985), Popsängerin
- Arzjom Radskou (* 1985), Fußballspieler
- Aljaksandr Zitou (* 1986), Handballspieler
- Maksim Neszjarenka (* 1992), Dreispringer
- Wassil Strokau (* 1995), Radrennfahrer
- Raman Jusaptschuk (* 1997), Fußballspieler
- Illja Salaujou (* 2000), Eishockeyspieler
- Jan Shcherbakovski (* 2001), belarussisch-deutscher Fußballspieler
- Wolha Badelka (* 2002), Schachspielerin
- Wijaleta Bardsilouskaja (* 2005), Trampolinturnerin

## Städtepartnerschaften
Mahiljou listet folgende achtzehn Partnerstädte auf:
| Stadt                   | Land                             | seit | Typ            |
| ----------------------- | -------------------------------- | ---- | -------------- |
| Bardejov                | Prešovský, Slowakei              | 1996 | Zwillingsstadt |
| Brjansk                 | Zentralny, Russland              | 2012 | Zusammenarbeit |
| Bursa                   | Türkei                           | 2013 | Zwillingsstadt |
| Changsha                | Zhongnan, Volksrepublik China    | 2020 | Zwillingsstadt |
| Eisenach                | Thüringen, Deutschland           | 1996 | Zwillingsstadt |
| Gabrowo                 | Bulgarien                        | 1988 | Zwillingsstadt |
| Kertsch                 | Autonome Republik Krim           | 1998 | Zwillingsstadt |
| Klaipėda                | Litauen                          | 1997 |                |
| Kragujevac              | Šumadija, Serbien                | 2006 | Zwillingsstadt |
| Krasnojarsk             | Sibirien, Russland               | 2001 | Zusammenarbeit |
| Nanjing                 | Huadong, Volksrepublik China     | 2016 | Zwillingsstadt |
| Omsk                    | Sibirien, Russland               | 2022 | Zwillingsstadt |
| Pensa                   | Wolga, Russland                  | 2009 | Zwillingsstadt |
| Schymkent               | Kasachstan                       |      |                |
| Sokolinaja Gora, Moskau | Zentralny, Russland              | 2016 | Zwillingsstadt |
| Sumqayıt                | Aserbaidschan                    | 2009 | Zwillingsstadt |
| Swenigorod              | Zentralny, Russland              | 2006 | Zwillingsstadt |
| Täbris                  | Ost-Aserbaidschan, Iran          | 2012 | Zwillingsstadt |
| Tula                    | Zentralny, Russland              | 1998 | Zwillingsstadt |
| Villeurbanne            | Auvergne-Rhône-Alpes, Frankreich | 1979 | Zwillingsstadt |
| Wittenberg              | Sachsen-Anhalt, Deutschland      | 2019 | Zwillingsstadt |
| Zhengzhou               | Zhongnan, Volksrepublik China    | 2014 | Zwillingsstadt |